# Metrodia
Metrodia is een geslacht van schimmels uit de familie van de Agaricaceae. De soort is beschreven door Jörg H. Raithelhuber en voor het eerst geldig gepubliceerd in 1971. De typesoort is Metrodia collybioides.

## Soorten
Volgens Index Fungorum telt het geslacht twee soorten:
| Soortnaam             | Auteur(s) | Publicatiejaar |
| --------------------- | --------- | -------------- |
| Metrodia collybioides | Raithelh. | 1971           |
| Metrodia excissa      | Raithelh. | 1983           |